# Quiddestraße (metropolitana di Monaco di Baviera)
Quiddestraße  è una stazione della Metropolitana di Monaco di Baviera, che serve la linea U5.
È stata inaugurata il 18 ottobre 1980.